# Ржевуцький Віктор Юрійович
Ві́ктор Ю́рійович Ржеву́цький (* 6 жовтня 1901, місто Овруч Волинської губернії, нині один із районних центрів Житомирської області — після червня 1963) — український військовик, хорунжий армії УНР, інженер-економіст.

## Життєпис
Навчався у Києві в 2-й класичній гімназії, 1914 року перевівся до третього класу державної гімназії в Черкасах, яку закінчив 4 травня 1919 року.
В Армії УНР від травня 1920 року. Був козаком 6-ї гарматної бригади 6-ї Січової дивізії Армії УНР. Інтернований у польський табір у Щипйорно.
Переїхав до Чехословаччини, де закінчив економічно-кооперативний факультет Української господарської академії (УГА) в Подєбрадах (1922—1927). Дипломну роботу «Закладові відділи в Чехословаччині» захистив на «дуже добре» (27 травня 1927 року).
На початку 1920-х років записав «Спогад» про останній наступ Армії УНР восени 1920 року та про похорон українських вояків у Сатанові. «Спогад» ліг в основу нарису Романа Коваля «Похорон в Сатанові» (Київ, 2006).
Скаут 1-го рою 3-ї дружини III клубу Олд-скаутів (1923). Одружений, мав дитину, (станом на 1927 рік). Жив у Чехословаччині, де 1963 року зустрічався з випускниками УГА.